# Kaluderac
Kaluderac este un sat din comuna Budva, Muntenegru. Conform datelor de la recensământul din 2003, localitatea are 247 de locuitori (la recensământul din 1991 erau 250 de locuitori).

## Demografie
În satul Kaluderac locuiesc 189 de persoane adulte, iar vârsta medie a populației este de 40,0 de ani (37,6 la bărbați și 42,6 la femei). În localitate sunt 85 de gospodării, iar numărul mediu de membri în gospodărie este de 2,87.
Populația localității este foarte eterogenă.
|  |

| Demografie | Demografie | Demografie |
| An         | Locuitori  | Locuitori  |
| ---------- | ---------- | ---------- |
|            |            |            |
|            |            |            |
|            |            |            |
|            |            |            |
| 1948       | 108        |            |
| 1953       | 131        |            |
| 1961       | 89         |            |
| 1971       | 46         |            |
| 1981       | 49         |            |
| 1991       | 250        | 249        |
| 2003       | 246        | 247        |

| \| Componența etnică conform recensământului din 2003[2] \| Componența etnică conform recensământului din 2003[2] \| Componența etnică conform recensământului din 2003[2] \| Componența etnică conform recensământului din 2003[2] \| Componența etnică conform recensământului din 2003[2] \| \| ----------------------------------------------------- \| ----------------------------------------------------- \| ----------------------------------------------------- \| ----------------------------------------------------- \| ----------------------------------------------------- \| \| \| \| \| \| \| \| Muntenegreni \| Muntenegreni \| \| 109 \| 44,12% \| \| Sârbi \| Sârbi \| \| 98 \| 39,67% \| \| Iugoslavi \| Iugoslavi \| \| 5 \| 2,02% \| \| Germani \| Germani \| \| 1 \| 0,4% \| \| Italieni \| Italieni \| \| 1 \| 0,4% \| \| necunoscută \| necunoscută \| \| 6 \| 2,42% \| |              |  |     |        |
| Componența etnică conform recensământului din 2003 |              |  |     |        |
| |              |  |     |        |
| Muntenegreni | Muntenegreni |  | 109 | 44,12% |
| Sârbi | Sârbi        |  | 98  | 39,67% |
| Iugoslavi | Iugoslavi    |  | 5   | 2,02%  |
| Germani | Germani      |  | 1   | 0,4%   |
| Italieni | Italieni     |  | 1   | 0,4%   |
| necunoscută | necunoscută  |  | 6   | 2,42%  |